# Moala crassus
Moala crassus là một loài bọ cánh cứng trong họ Cerambycidae.